# Эрстиг, Эмели
Эмели Эрстиг (швед. Emelie Öhrstig) (род. 27 февраля 1978 года) — известная шведская лыжница, чемпионка мира 2005 года.

## Спортивная карьера
Высшим достижением Эмели Эрстиг является победа на чемпионате мира 2005 года в Оберстдорфе в индивидуальном спринте.
Эмели Эрстиг являлась участницей Олимпиады 2006 года в Турине, где заняла 22 место в индивидуальном спринте.
Лучшим результатом на этапах Кубка мира является 4 место в индивидуальном спринте и 2-е в командном.